# Chuck Lee
Chuck Lee é um personagem fictício do filme 007 Na Mira dos Assassinos (A View to a Kill), décimo-quarto da série cinematográfica de James Bond e último com Roger Moore no papel do espião britânico. Ele é interpretado nas telas pelo ator britânico de ascendência chinesa David Yip.

## Características
Lee é uma agente da CIA baseado em San Francisco e que fornece diversas informações sobre as atividades do vilão Max Zorin e os homens em sua folha de pagamentos a James Bond.

## No filme
Lee encontra-se com Bond num cais de pescadores quando serve a ele caranguejos frescos recém-pescados e se identifica como agente da CIA. Os dois passeiam pelo lugar e conversam sobre as atividades de Zorin e as fotografias tiradas por Bond no leilão de cavalos de Zorin, e ele informa ao espião que o capanga e cientista Dr. Mortner, nas fotos, na verdade é um ex-médico nazista desaparecido após a guerra em poder dos soviéticos chamado Hans Glaub, especializado em pesquisas com esteroides. Ele também avisa Bond sobre as atividades misteriosas que ocorrem dentro e em torno de uma dos estações de bombeamento de petróleo do Zorin na baía.
Mais tarde, ele reúne-se com Bond e a herdeira do petróleo Stacey Sutton na casa desta para trocar e atualizar informações sobre Zorin. Ele deixa a casa para informar seus superiores na CIA mas acaba morto estrangulado por May Day, a capanga e amante de Zorin, ao entrar no carro, da mesma forma como ela tinha matado Sir Godfrey Tibbett anteriormente, com seu corpo sendo encontrado depois em algum lugar de Chinatown.